# Landschaftsschutzgebiet Werde, Selkentroper Bach und Wehrsiepen zwischen Werpe und Selkentrop und Oberberndorf

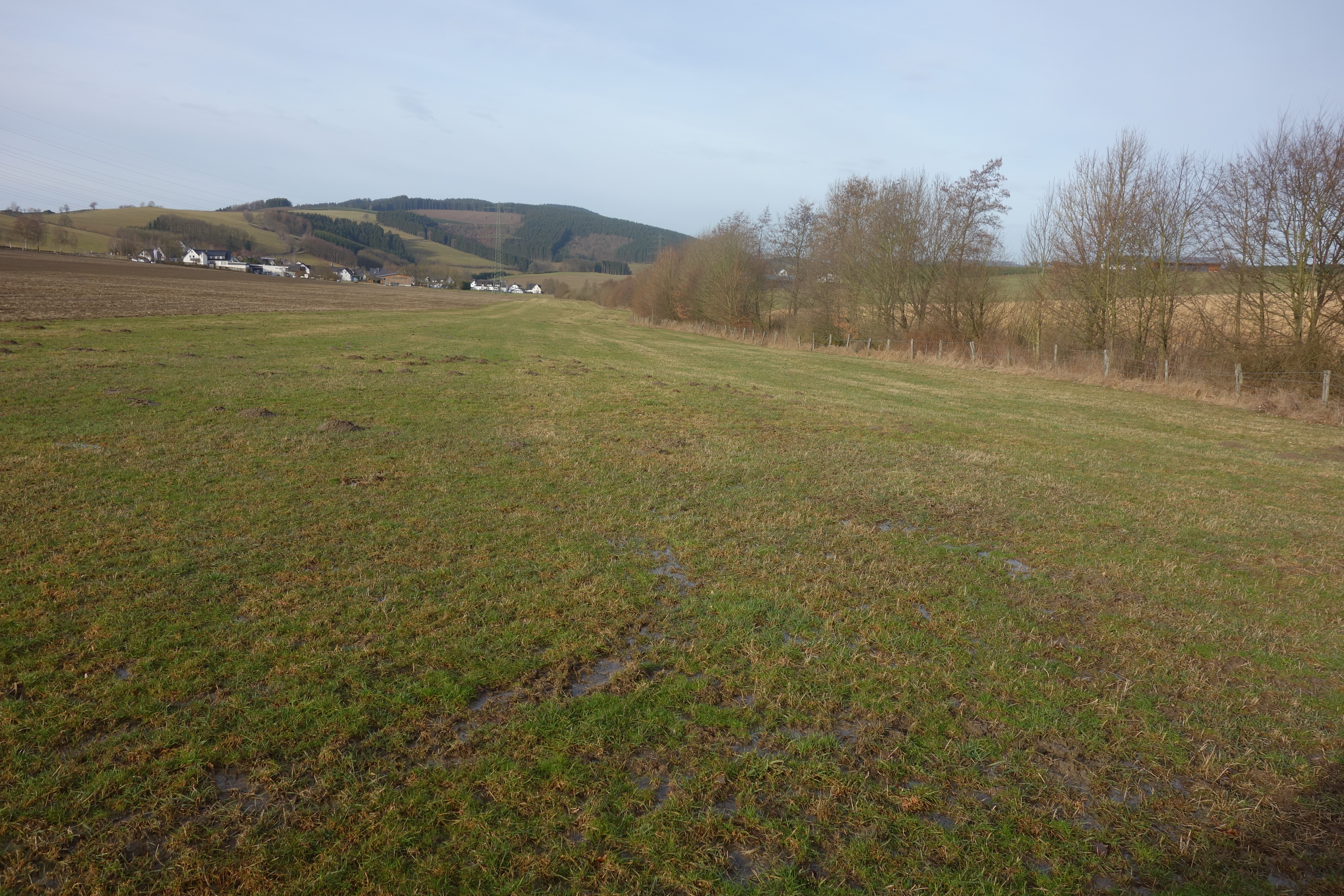
Landschaftsschutzgebiet vom östlichen Ende

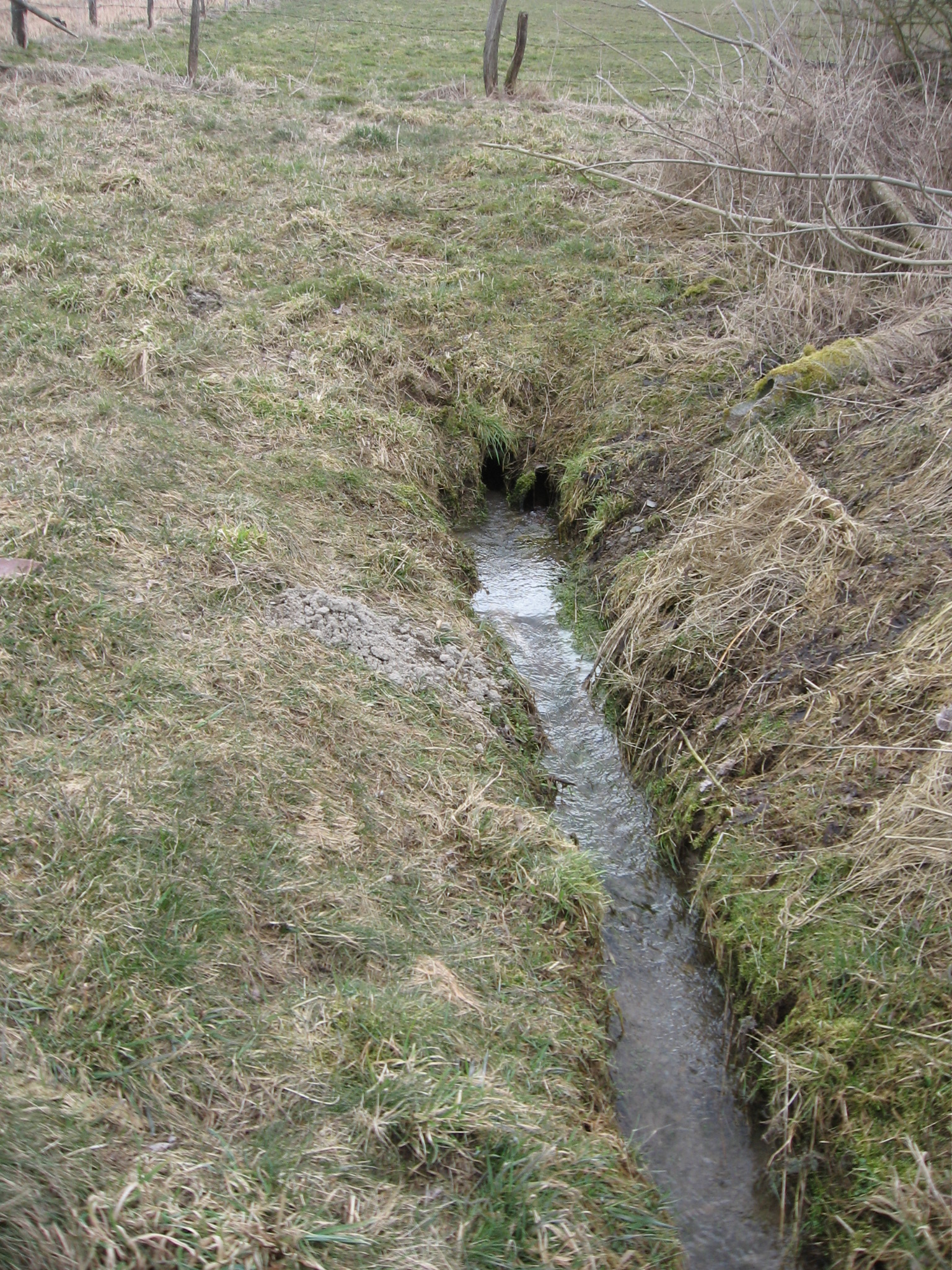
Quelle Wehrsiepen

Das Landschaftsschutzgebiet Werde, Selkentroper Bach und Wehrsiepen zwischen Werpe und Selkentrop und Oberberndorf mit 83,71 ha Größe liegt im Stadtgebiet von Schmallenberg. Das Gebiet wurde 2008 vom Kreistag des Hochsauerlandkreises mit dem Landschaftsplan Schmallenberg Nordwest als Landschaftsschutzgebiet (LSG) ausgewiesen. 

## Beschreibung
Es handelt sich um Talbereiche der Flüsse Wehrsiepen, Werde und Selkentroper Bach. Das Wehrsiepen entspringt östlich des Dorfes Werpe im LSG aus einem Drainagerohr. Aus dem Wehrsiepen wird im LSG bei Felbecke die Werde. Das LSG geht bis zum Dorf Oberberndorf. Zum LSG gehört auch der Selkentroper Bach nordöstlich von Selkentrop. Das LSG geht bis an die Häuser von Werpe, Felbecke, Oberberndorf und Selkentrop.

## Rechtliche Rahmen
Das Landschaftsschutzgebiet Werde, Selkentroper Bach und Wehrsiepen zwischen Werpe und Selkentrop und Oberberndorf wurde als eines von 58 Landschaftsschutzgebieten vom Typ C, Wiesentäler und bedeutsames Extensivgrünland im Stadtgebiet von Schmallenberg, ausgewiesen. Wie in den anderen Landschaftsschutzgebieten vom Typ C in Schmallenberg besteht im LSG ein Umwandlungsverbot von Grünland und Grünlandbrachen in Acker oder andere Nutzungsformen. Eine Erstaufforstung und eine Anlage von Weihnachtsbaumkulturen ist verboten. Eine maximal zweijährige Ackernutzung innerhalb von zwölf Jahren ist erlaubt, falls damit die Erneuerung der Grasnarbe vorbereitet wird. Dies gilt als erweiterter Pflegeumbruch. Beim erweiterten Pflegeumbruch muss ein Mindestabstand von fünf Metern vom Mittelwasserbett eingehalten werden. Im Stadtgebiet Schmallenberg gibt es auch Landschaftsschutzgebiete vom Typ A und vom Typ B mit anderen, geringeren Auflagen.

## Schutzzweck
Die Ausweisung erfolgte zur Ergänzung der Naturschutzgebiets-Ausweisung in den Talauen von Schmallenberg, um ein Offenlandbiotop-Verbundsystem zu schaffen, damit Tiere und Pflanzen Wanderungs- und Ausbreitungsmöglichkeiten behalten, und den Erhalt der Vorkommen geschützter Vogelarten sowie den Schutz artenreicher Pflanzengesellschaften zu sichern.